# لمنى
ليمنوس أو لِمْنَى (باليونانية: Λήμνος)‏ هي جزيرة في اليونان، وهي تقع في الجزء الشمالي الشرقي من بحر أيجة. تشكل الجزيرة إداريا بلدية منفصلة ضمن وحدة ليمنوس الإقليمية، والتي هي جزء من منطقة شمال إيجة. البلدة الرئيسية في الجزيرة ومقر البلدية هي ميرينا. وتبلغ مساحة الجزيرة 477 كيلومتر مربع (184 ميل مربع)، وهي ثامن أكبر جزيرة في اليونان.

## المناخ
يظهر الجدول التالي التغييرات المناخية على مدار السنة لليمنوس:
| البيانات المناخية لـليمنوس         | البيانات المناخية لـليمنوس | البيانات المناخية لـليمنوس | البيانات المناخية لـليمنوس | البيانات المناخية لـليمنوس | البيانات المناخية لـليمنوس | البيانات المناخية لـليمنوس | البيانات المناخية لـليمنوس | البيانات المناخية لـليمنوس | البيانات المناخية لـليمنوس | البيانات المناخية لـليمنوس | البيانات المناخية لـليمنوس | البيانات المناخية لـليمنوس | البيانات المناخية لـليمنوس |
| الشهر                              | يناير                      | فبراير                     | مارس                       | أبريل                      | مايو                       | يونيو                      | يوليو                      | أغسطس                      | سبتمبر                     | أكتوبر                     | نوفمبر                     | ديسمبر                     | المعدل السنوي              |
| ---------------------------------- | -------------------------- | -------------------------- | -------------------------- | -------------------------- | -------------------------- | -------------------------- | -------------------------- | -------------------------- | -------------------------- | -------------------------- | -------------------------- | -------------------------- | -------------------------- |
| الدرجة القصوى °م (°ف)              | 18.8 (65.8)                | 19.0 (66.2)                | 22.0 (71.6)                | 25.8 (78.4)                | 29.8 (85.6)                | 34.4 (93.9)                | 39.4 (102.9)               | 35.8 (96.4)                | 32.8 (91.0)                | 31.2 (88.2)                | 24.0 (75.2)                | 19.2 (66.6)                | 39.4 (102.9)               |
| متوسط درجة الحرارة الكبرى °م (°ف)  | 10.7 (51.3)                | 10.9 (51.6)                | 12.9 (55.2)                | 17.3 (63.1)                | 21.9 (71.4)                | 26.8 (80.2)                | 29.0 (84.2)                | 28.2 (82.8)                | 25.2 (77.4)                | 20.1 (68.2)                | 15.3 (59.5)                | 12.5 (54.5)                | 19.2 (66.6)                |
| المتوسط اليومي °م (°ف)             | 7.5 (45.5)                 | 7.9 (46.2)                 | 9.9 (49.8)                 | 13.8 (56.8)                | 18.4 (65.1)                | 23.3 (73.9)                | 25.5 (77.9)                | 24.6 (76.3)                | 21.4 (70.5)                | 16.6 (61.9)                | 12.3 (54.1)                | 9.3 (48.7)                 | 15.9 (60.6)                |
| متوسط درجة الحرارة الصغرى °م (°ف)  | 4.2 (39.6)                 | 4.7 (40.5)                 | 6.2 (43.2)                 | 8.8 (47.8)                 | 12.8 (55.0)                | 16.8 (62.2)                | 19.7 (67.5)                | 19.8 (67.6)                | 16.4 (61.5)                | 12.4 (54.3)                | 9.1 (48.4)                 | 6.1 (43.0)                 | 11.4 (52.5)                |
| أدنى درجة حرارة °م (°ف)            | −5.0 (23.0)                | −4.2 (24.4)                | −6.0 (21.2)                | 1.0 (33.8)                 | 3.4 (38.1)                 | 3.4 (38.1)                 | 12.0 (53.6)                | 12.8 (55.0)                | 8.8 (47.8)                 | 1.6 (34.9)                 | −1.0 (30.2)                | −3.6 (25.5)                | −6.0 (21.2)                |
| الهطول مم (إنش)                    | 72.3 (2.85)                | 44.1 (1.74)                | 51.6 (2.03)                | 32.3 (1.27)                | 23.3 (0.92)                | 21.9 (0.86)                | 10.3 (0.41)                | 7.5 (0.30)                 | 19.6 (0.77)                | 35.9 (1.41)                | 75.4 (2.97)                | 80.2 (3.16)                | 474.4 (18.68)              |
| متوسط أيام هطول الأمطار (≥ 1.0 mm) | 7.5                        | 6.2                        | 5.2                        | 4.2                        | 3.4                        | 2.6                        | 1.2                        | 1.2                        | 1.6                        | 3.8                        | 7.0                        | 8.4                        | 52.3                       |
| متوسط الرطوبة النسبية (%)          | 77.0                       | 75.4                       | 75.9                       | 73.4                       | 68.8                       | 61.0                       | 57.6                       | 62.5                       | 66.8                       | 72.8                       | 77.9                       | 78.6                       | 70.6                       |
| المصدر: NOAA                       |                            |                            |                            |                            |                            |                            |                            |                            |                            |                            |                            |                            |                            |

## معرض صور

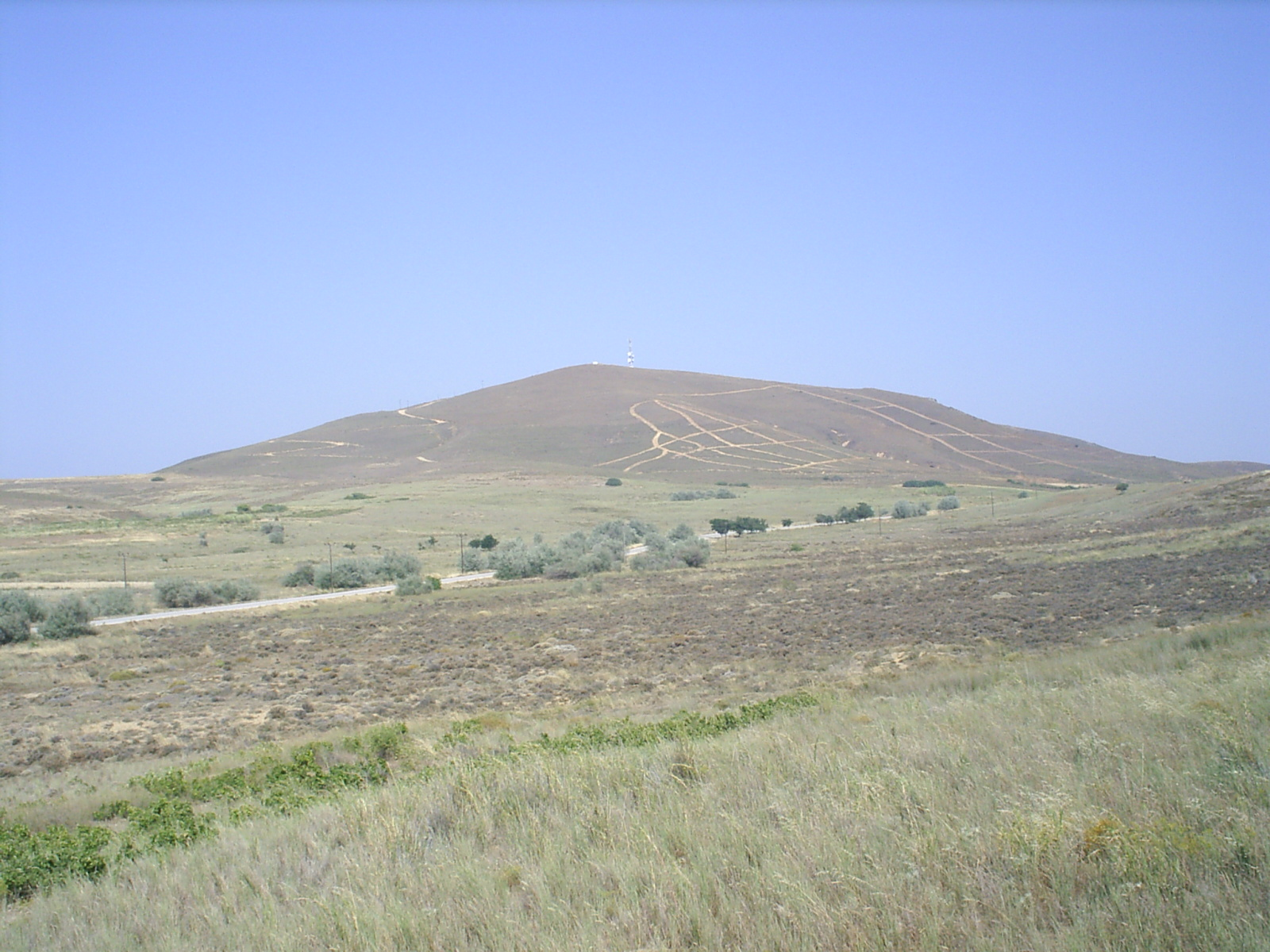
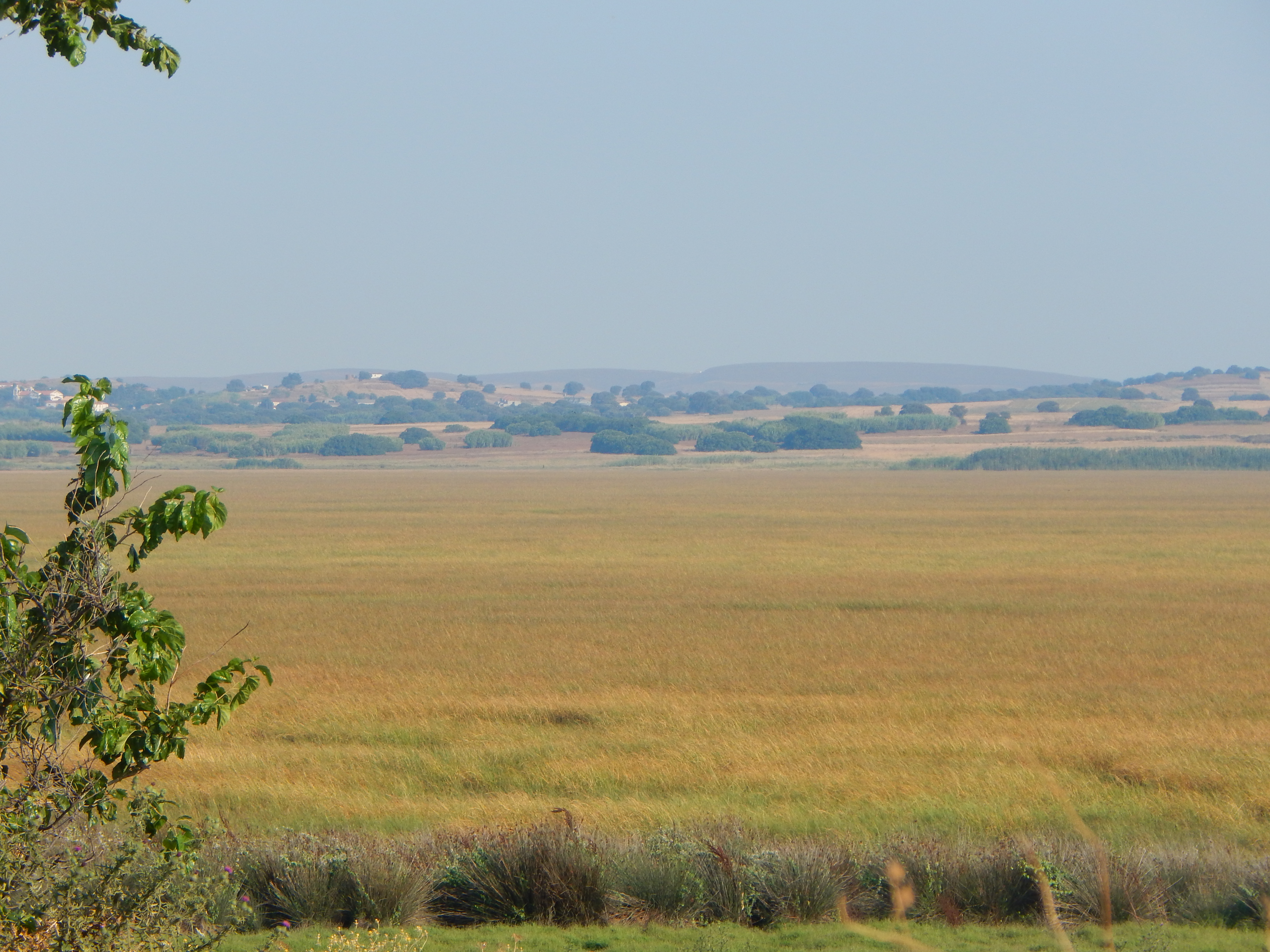
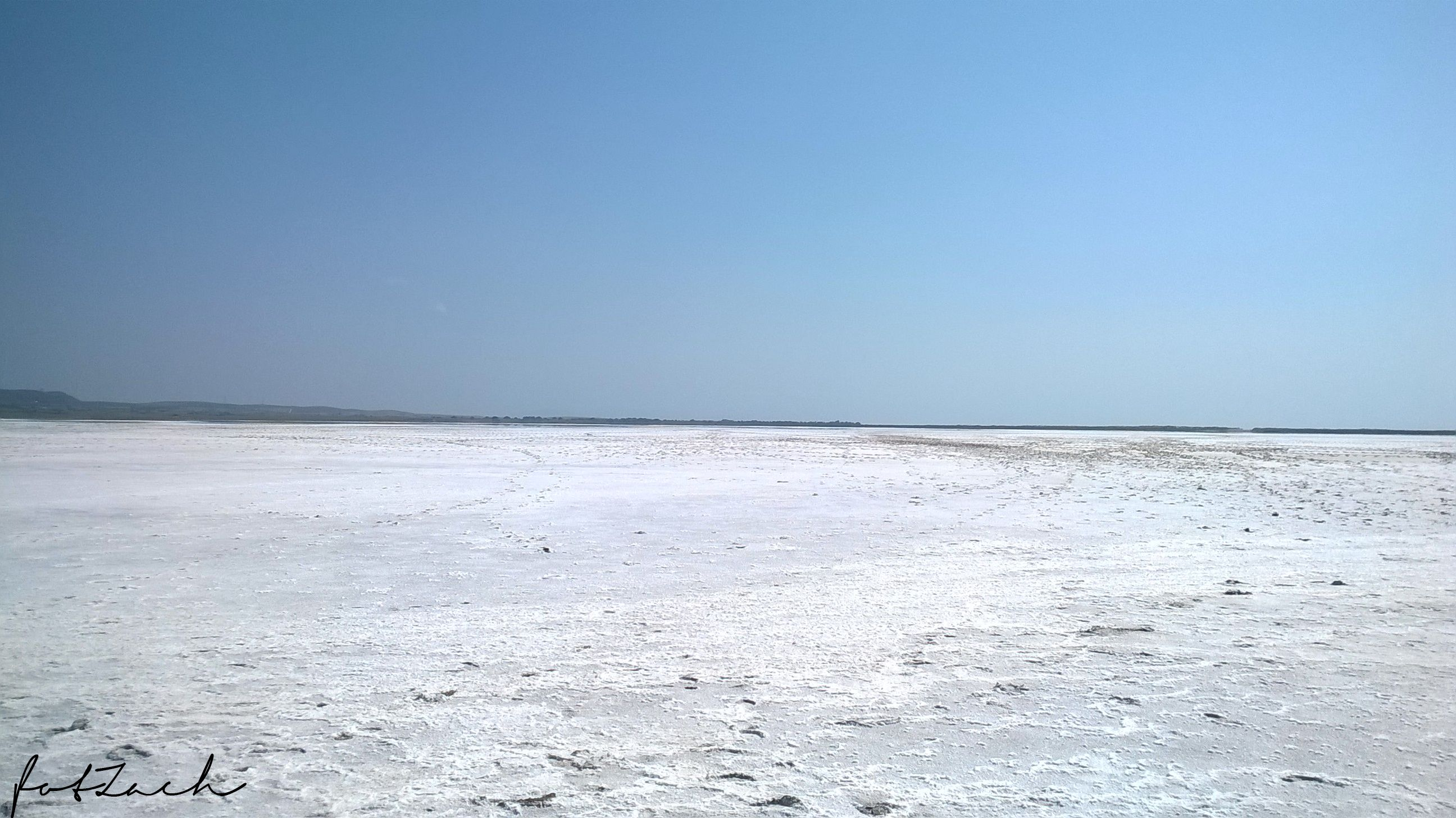
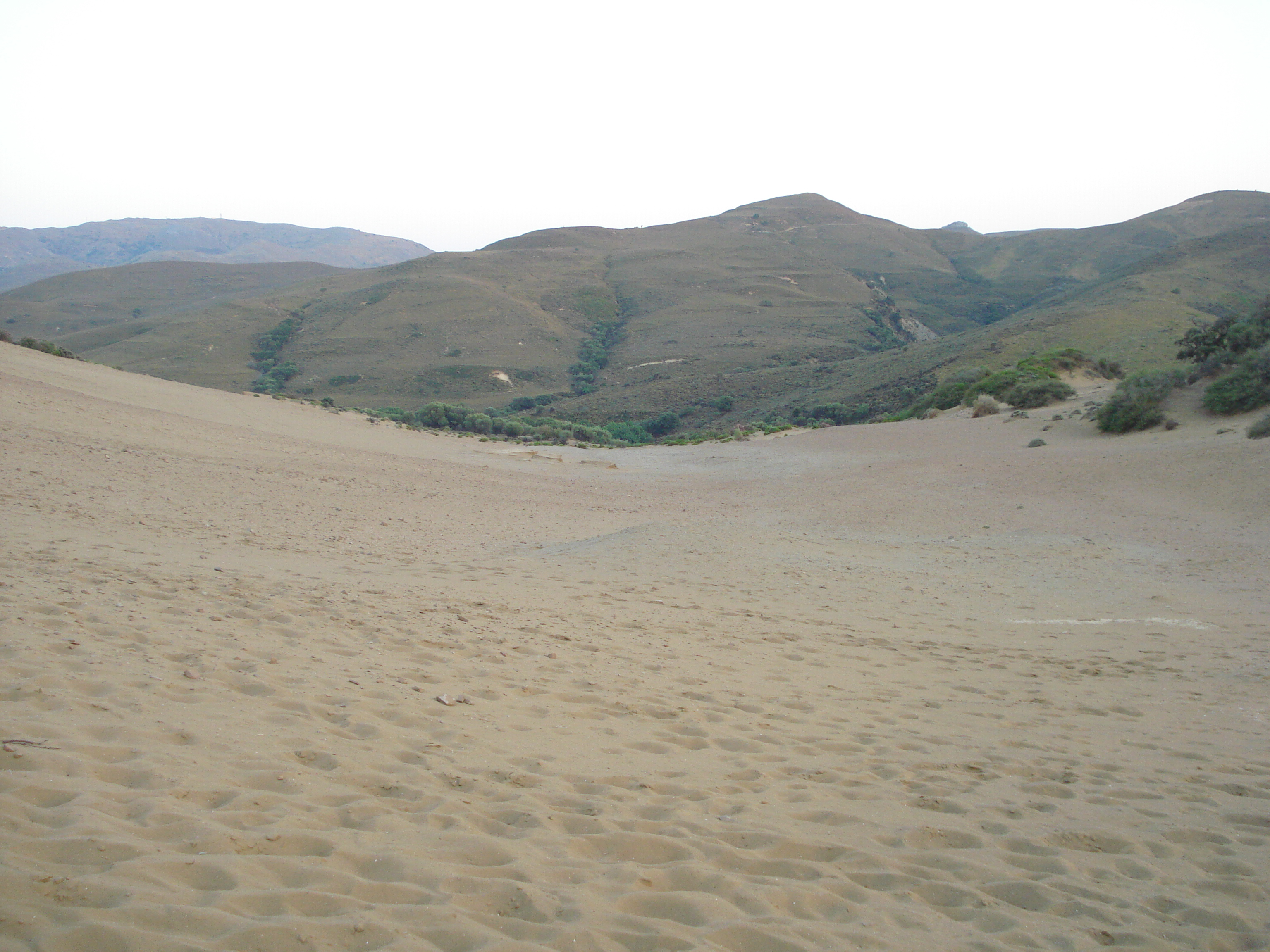

## أعلام
- محمد باشا البلطجي
- فيلوستراطوس